# Soko 522
Il'Soko 522 era un monomotore monoplano da addestramento basico ad ala bassa prodotto in serie dall'azienda jugoslava SOKO tra gli anni cinquanta e sessanta del XX secolo.

## Storia del progetto

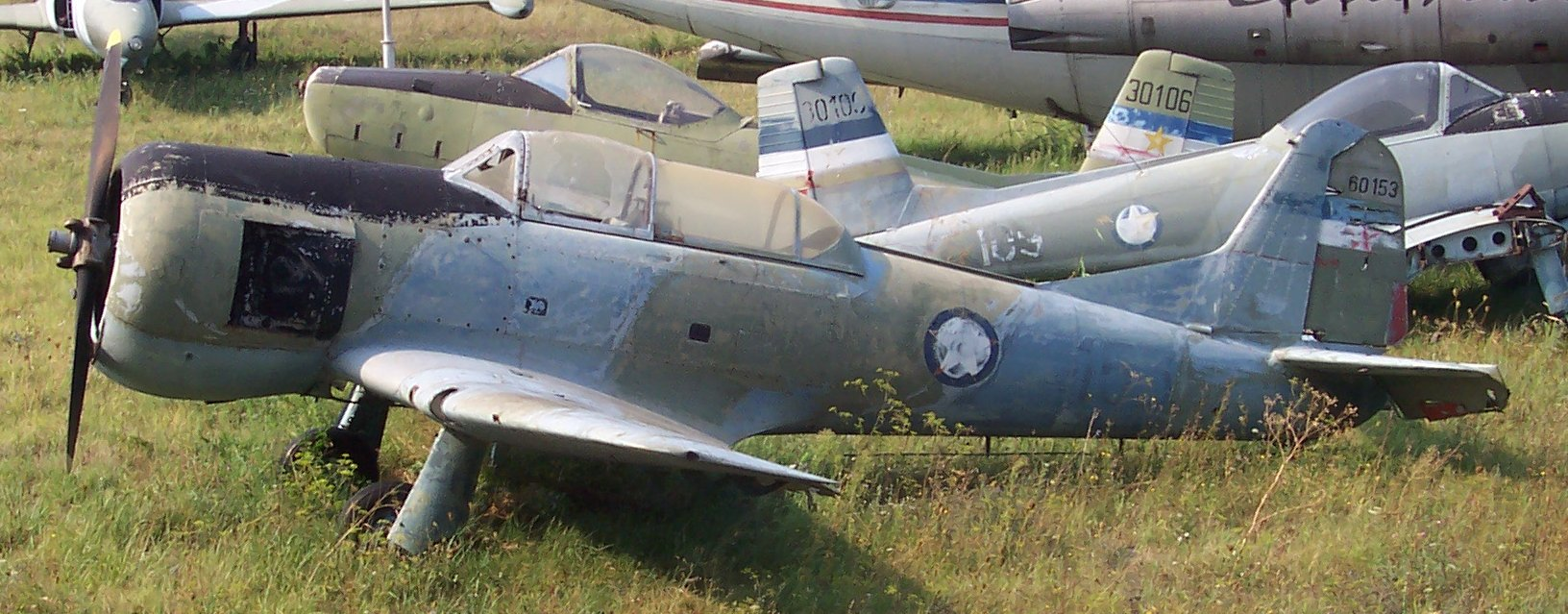
Un Soko 522 esposto all'aperto presso il Museo dell'aeronautica di Belgrado.

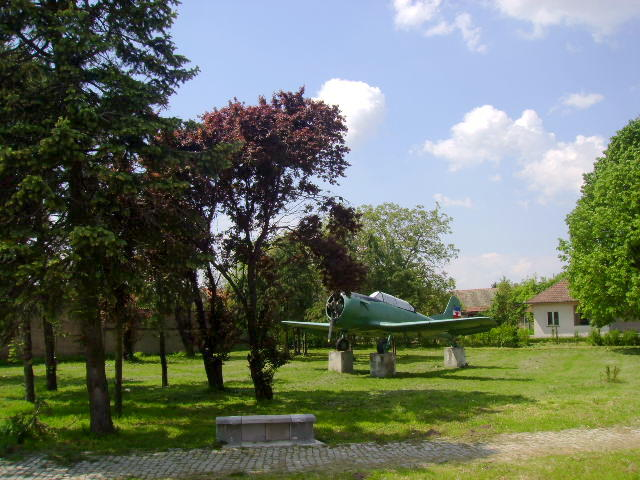
Un Soko 522 utilizzato come memoriale per le vittime e i dispersi della seconda guerra mondiale a Tovariševo, Vojvodina, Serbia.

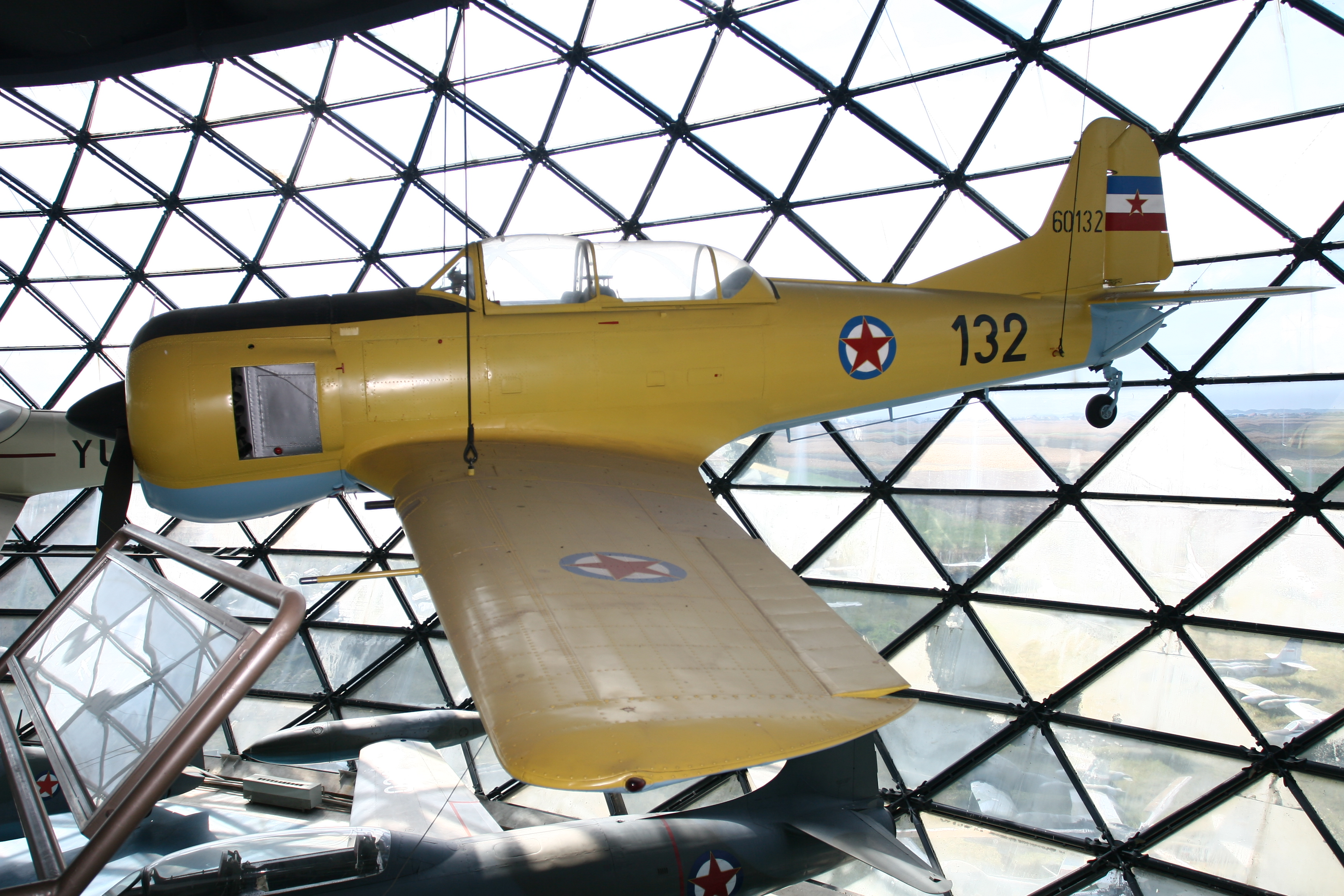
Un Soko 522 esposto all'interno del Museo dell'aeronautica di Belgrado.

Il Type 522 venne progettato dagli ingegneri Šostarić, Marjanović e Čurčić presso la fabbrica aeronautica Ikarus a Zemun come sostituto del precedente aereo da addestramento Utva 513 Vihor. Il primo prototipo, realizzato completamente in metallo e dotato di un motore radiale Pratt & Whitney R-1340-AN-1, andò in volò per la prima volta il 19 giugno 1955 nelle mani del pilota collaudatore Mihajlo Grbić. Dopo la realizzazione di due prototipi tutta la documentazione tecnica fu trasferita presso la fabbrica SOKO di Mostar, che ne avviò la produzione in serie. Tra il 1956 e il 1961 furono realizzati un totale di 110 esemplari, consegnati alla Jugoslovensko ratno vazduhoplovstvo i protivvazdušna odbrana a partire dal 1957.

## Descrizione tecnica
Aereo da addestramento, monoplano, monomotore biposto di costruzione interamente metallica. L'ala era posta in posizione bassa. Il carrello di atterraggio era triciclo posteriore retrattile, con le gambe principali che rientravano per rotazione nelle semiali, e ruotino di coda orientabile fisso. In caso di guasto del sistema idraulico principale, l'aereo disponeva di un sistema manuale ausiliario. Il carburante è alloggiato in due serbatoi collegati tra loro da tubazioni, ed era possibile installare un ulteriore serbatoio ausiliario esterno. Biposto in tandem, con doppi comandi e strumentazione per il volo in condizioni meteorologiche avverse.
Il propulsore era un motore stellare Pratt & Whitney R-1340-AN-1, a 9 cilindri, raffreddati ad aria, erogante la potenza di 600 hp (450 kW), e azionante un'elica bipala metallica. L'armamento per l'impiego sul poligono di tiro si basava su due mitragliatrici MG 15 da 7,92 mm e quattro bombe da 25 kg, o due da 50 kg o due razzi HVAR. Il velivolo era dotato del mirino MK-II-L per sparare e sganciare le bombe durante l'impiego sul poligono.

## Impiego operativo
La Jugoslovensko ratno vazduhoplovstvo i protivvazdušna odbrana (RV i PVO) immise in servizio i primi esemplari il 23 aprile 1958. I SOKO 522 entrarono in servizio presso Vojnoj Vazduhoplovnoj Akademiji di Zara, la 245ª lovačko-bombarderska avijacijska eskadrila e la 462ª eskadrila lake borbene avijacije sull'aeroporto di Tuzla, la 461ª eskadrila lake borbene avijacij sull'aeroporto di Pančevo, e la 463ª eskadrila lake borbene avijacije, 464ª eskadrila lake borbene avijacije e 465ª eskadrila lake borbene avijacije sull'aeroporto di Zara-Zemonico. Già a partire dal 1966 le unità operative iniziarono a ricevere i primi aerei da addestramento a reazione Soko G-2 Galeb, e il modello fu definitivamente ritirato dal servizio nel 1978, venendo assegnato in uso a vari Aeroclub. Alcuni velivoli sono stati venduti ad acquirenti stranieri e volano ancora, mentre alcuni si trovano ancora nell'area dell'ex Repubblica Socialista Federale di Jugoslavia.

## Utilizzatori
Jugoslavia
- Jugoslovensko ratno vazduhoplovstvo i protivvazdušna odbrana

 Slovenia
- Vojaško Letalstvo in Zracna Obramba Slovenske Vojske

## Esemplari attualmente esistenti
Tre esemplari si trovano presso il Museo dell'aeronautica di Belgrado, uno come gate-guardian presso l'Aeroporto Internazionale di Mostar in Bosnia ed Erzegovina, e uno presso il Park vojaške zgodovine di Pivka, in Slovenia. Un altro, molto danneggiato, è esposto all'aperto a Čakovec in Croazia. Un Soko 522 vola in Francia, e due negli Stati Uniti d'America, di cui uno per la Dixie Wing Commemorative Air Force .

## Cultura popolare
Il Soko 522 è apparso in alcuni film di successo negli anni sessanta e settanta del XX secolo interpretando il caccia tedesco Focke-Wulf Fw 190. Tra di essi il film candidato all'Oscar La battaglia della Neretva con Yul Brynner, I guerrieri con Clint Eastwood e La croce di ferro con James Coburn.

### Fonti
1. 1 2 3  Taylor 1961, pp. 355-356.
2. 1 2 3 4 5 6 7 8  Aviations Militaires.
3. 1 2 3 4 5  JP4 mensile di Aeronautica n.4, aprile 1995, p. 94.
4. 1 2 3 4  Airwar.